# Popillia lucida
Popillia lucida är en skalbaggsart som beskrevs av Newman 1838. Popillia lucida ingår i släktet Popillia och familjen Rutelidae. Inga underarter finns listade i Catalogue of Life.